# Flaming Carrot Comics
Flaming Carrot Comics är en amerikansk tecknad serie som skapades av Bob Burden, och debuterade 1979. Serien är till stor del en parodi på superhjälteserierna, men ursprunget är också inspirerat av Don Quijote samt Tin. Serien har bland annat gästspelat i Eastman and Laird's Teenage Mutant Ninja Turtles.

### Fotnoter
1. ↑  ”Teenage Mutant Ninja Turtles/Flaming Carrot Crossover » 4 issues” (på engelska). Comicvine. 1993-1994. http://www.comicvine.com/teenage-mutant-ninja-turtlesflaming-carrot-crossov/4050-5182/. Läst 5 oktober 2014.